# Вежа Давида Русина
Вежа Давида Русина — вежа-дзвіниця, будована у 1568–1570 роках біля Успенської церкви Львова. Мала виконувати роль оборонної вежі під час облоги і дозорного пункту пожежної варти.
Збудована коштом львівського міщанина, купця Давида Русина — діяча, старшого брата Успенського братства. Спочатку роботами керував будівничий Фелікс (Мечислав Орлович стверджував, що Пйотр Трембач). Спорудження 3-ї кондигнації фундатор доручив львівському архітектору Петрові Барбону. Через слабкий фундамент на мокрому (мочаруватому) ґрунті, погану якість будівельного матеріалу, значною мірою через недбале виконання робіт вона завалилась 1570 року.
На думку Діонісія Зубрицького, фундатор, який дав 3500 злотих, помер через погано збудовану першу вежу, яка швидко почала руйнуватись. Польський політик-консерватор, історик, дослідник культури Владислав Лозінський в своїй праці «Patrycyat i mieszczaństwo lwowskie w XVI i XVII wieku» (1890) вказує, що насправді Давид Русин не помер, а подав у 1570 році від імені братства позов на П. Барбона, який повернув йому 310 злотих.